# Mistrzostwa Polski w kolarstwie torowym – omnium sprinterskie mężczyzn
Mistrzostwa Polski w kolarstwie torowym w konkurencji omnium sprinterskie mężczyzn odbywały się w latach 2013-2015.

## Medaliści
| Rok  | Złoto             | Srebro           | Brąz                |
| 2013 | Maciej Bielecki   | Mateusz Lipa     | Patryk Rajkowski    |
| 2014 | Grzegorz Drejgier | Maciej Bielecki  | Marcin Czyszczewski |
| 2015 | Grzegorz Drejgier | Patryk Rajkowski | Mateusz Rudyk       |